# El desquite (película de 1999)
Para la película argentina de 1983, véase El desquite (película de 1983).
El desquite es una película chilena de 1999. El filme, basado en la obra teatral de Roberto Parra Sandoval, fue dirigido por Andrés Wood, protagonizado por Tamara Acosta y Willy Semler y musicalizado por Álvaro Henríquez.

## Sinopsis
Principios del siglo XX. Una pequeña casa es arrasada por la fuerza incontenible del río Ñuble. Anita (Tamara Acosta) es rescatada desde la ribera del río mientras sus padres desaparecen en las aguas. Ella es entregada en adopción a sus padrinos quienes, al no poder mantenerla, la entregan a su vez a una gran hacienda de la zona, donde la pequeña será la dama de compañía de la enfermiza patrona Lucía (María Izquierdo). Cuando la dueña de la hacienda muere, Anita, desoyendo los consejos de los demás sirvientes, se queda para servir al patrón, don Pablo (Willy Semler). Ella ya es una mujer y él, un hombre solo. Una fuerte atracción surge entre los dos, Pablo seduce a Anita, para luego echarla cuando se embaraza. Acogida por una familia de la zona, Anita inventará una cruel manera de vengarse del hombre que la humilló.

## Reparto
- Tamara Acosta como Anita.
- Willy Semler como Don Pablo.
- María Izquierdo como Doña Lucía.
- Bélgica Castro como Margarita.
- Daniel Muñoz como Manuel Salazar.
- Aldo Parodi como Pedro Carrasco.
- Patricia López como Carmencita.
- Boris Quercia como Guillermo.
- Camila García como Anita (niña).
- Mario Montilles como Doctor.
- Pablo Striano
- Roxana Campos
- Héctor Aguilar
- Lizet Alvarado
- Tomás Vidiella
- Gloria Münchmeyer
- Eugenio Morales
- Fernando Farías
- Tichi Lobos
- Hugo Medina
- Benito Quercia

## Premios
- Mejor Actriz, Festival Internacional de Cine de Viña del Mar, Chile, 1999.
- Mejor Fotografía, Festival Internacional de Cine de Viña del Mar, Chile, 1999.
- Premio del Público, Festival Internacional de Cine de Viña del Mar, Chile, 1999.
- Mejor Actriz Secundaria: Patricia López. APES. Asociación de periodistas de espectáculos de Chile, 1999.
- Mejor Actriz: Tamara Acosta APES. Asociación de periodistas de espectáculos de Chile, 1999.
- Premio del Público, Mejor Actriz. Festival Internacional de cine de Damasco, Siria, 1999.
- Mejor Fotografía. Festival de Cine Latinoamericano de Trieste, Italia, 1999.
- Coral a la Dirección de Arte. Festival Internacional del Nuevo Cine Latinoamericano de La Habana, Cuba, 1999.